# Orthocladius wetterensis
Orthocladius wetterensis är en tvåvingeart som beskrevs av Lars Zakarias Brundin 1956. Orthocladius wetterensis ingår i släktet Orthocladius och familjen fjädermyggor. Arten är reproducerande i Sverige. Inga underarter finns listade i Catalogue of Life.